# Reinsdorf (Turingia)
Reinsdorf es un municipio situado en el distrito de Kyffhäuser, en el estado federado de Turingia (Alemania), a una altitud de 130 metros. Su población a finales de 2016 era de unos 750 habitantes y su densidad poblacional de 70 hab./km² (habitantes por kilómetro cuadrado).
Se encuentra ubicado a poca distancia al sur de la frontera con el estado de Sajonia-Anhalt.